# Élections rurales sénégalaises de 2014
 (avril 2013).
Les élections rurales sénégalaises se sont déroulées le 29 juin 2014, cinq ans après les précédentes du 22 mars 2009. Les résultats définitifs sont accessibles après validation du ministre de l'Intérieur mais sont aussi susceptibles d’être modifiés par le Conseil constitutionnel.

## Organisation
Le ministre de l'Intérieur est chargé de l'organisation matérielle des élections politiques mais également de la préparation et du suivi du droit électoral.
La commission électorale nationale autonome est chargée de l'organisation, de la supervision et de la proclamation provisoire des résultats.
Le vote est couplé : l'électeur vote régional et/ou rural s'il est dans une commune avec des bulletins différents.
Tous les conseillers sont élus pour cinq ans au suffrage universel direct. Les conseillers ruraux sont élus pour moitié au scrutin de liste majoritaire à un tour sans panache ni vote préférentiel et sur liste complète ; l'autre moitié est élue au scrutin proportionnel avec application du quotient rural. Pour déterminer ce quotient, on divise le nombre total des suffrages valablement exprimés par le nombre de suffrages obtenus par chaque liste, autant celle-ci obtient de candidats élus. La répartition des restes se fait selon le système du plus fort reste.

## Les partis et coalitions de partis
Avec les élections locales de 2014, le parti au pouvoir s’est lancé dans une campagne de reconquête des communes rurales contrôlées par le PDS.

## Autres scrutins
- Élections régionales sénégalaises de 2014
- Élections municipales sénégalaises de 2014